# Мерилин Менсън (група)
„Мерилин Менсън“ е американска рок група, създадена от едноименния вокалист Мерилин Менсън и китариста Дейзи Бърковиц във Форт Лодърдейл през 1989 г. Групата придобива култов статут в Южна Флорида в началото на 90-те години на ХХ век със своите артистични концерти на живо. През 1993 г. „Мерилин Менсън“ е първата група и първите музиканти, подписали със звукозаписната компания „Нотинг Рекърдс“ на Трент Резнър.
До 1996 г. името на всеки член на групата се формира от комбинация между първото име на жена – секс символ и фамилното име на сериен убиец (напр. Мерилин Монро и Чарлз Менсън). Съставът на групата се променя многократно в различните албуми като едноименният вокалист е единственият останал оригинален член.
В миналото членовете на групата се обличат с необикновени костюми, гримират се нестандартно и демонстрират умишлено шокиращо поведение както на сцената, така и извън нея. Техните текстове често са критикувани заради антирелигиозните настроения и препратките към секс, насилие и наркотици. Изпълненията им на живо често са наричани обидни и неприлични. В няколко случая протести и петиции водят до блокиране на концертите на групата, като най-малко три американски щата приемат законодателство, забраняващо на „Мерилин Менсън“ да свири на държавни терени.
Групата издава редица албуми с платинен статус, включително Antichrist Superstar (1996) и Mechanical Animals (1998). Тези албуми, заедно с техните силно стилизирани музикални видеоклипове и световни турнета, носят на „Мерилин Менсън“ обществена популярност. 
През 1999 г. медиите несправедливо обвиняват групата, че е повлияла на извършителите на клането в гимназията в Колумбайн.
„Мерилин Менсън“ е широко смятана за една от най-емблематичните и противоречиви групи в рок музиката. Както групата, така и нейният вокалист оказват значително влияние на много други групи и музиканти, както в сферата на метъла, така и в по-широката популярна култура. VH1 класира „Мерилин Менсън“ на 78-о място в своята класация „100 велики хардрок изпълнители“. Групата е номинирана за четири награди „Грами“. В САЩ десет албума на групата при излизането си дебютират в челната десетка; от тях два албума дебютират на първо място. 
„Мерилин Менсън“ има над 50 милиона продадени албума по цял свят.
С намаляването на скандалите в началото на XXI век намалява и популярността на групата.